# Скелли, Кристофер
Кристофер Питер Хант Скелли (англ. Christopher Peter Hunt Skelley; род. 9 июля 1993 года, Ноттингем, Великобритания) — британский парадзюдоист. Чемпион летних Паралимпийских игр 2020 в Токио, бронзовый призёр летних Паралимпийских игр 2024 в Париже.

## Биография
Начал заниматься дзюдо в возрасте 5 лет.
10 сентября 2016 года впервые принял участие на Паралимпийских играх. В весовой категории до 100 кг в четвертьфинале проиграл четырёхкратного Паралимпийскому чемпиону, бразильцу Антониу Тенориу да Силве, в утешительном раунде победил турка Ибрахима Бёлюкбаши, в матче за третье место проиграл кубинцу Йордани Фернандесу Састре.
29 августа 2021 года принял участие на летних Паралимпийских играх 2020 в Токио в весовой категории до 100 кг и завоевал «золото». В четвертьфинале победил узбекского дзюдоиста Шарифа Халилова, в полуфинале — немца Оливера Упманна, в финале — американца Бена Гудрича.
В 2022 году стал кавалером Ордена Британской империи.
7 сентября 2024 года принял участие на летних Паралимпийских играх 2024 в Париже в весовой категории свыше 90 кг (класс J2). В четвертьфинале победил представителя Франции Насера Зоргани. В полуфинале уступил турку Ибрахиму Бёлюкбаши. В матче за третье место победил индонезийца Тони Рикардо Мантоласа и завоевал «бронзу» Паралимпиады-2024.

## Основные спортивные результаты
| Год  | Турнир                          | Место проведения | Категория       | Место |
| ---- | ------------------------------- | ---------------- | --------------- | ----- |
| 2014 | Чемпионат мира                  | Колорадо-Спрингс | до 100 кг       | 7     |
| 2016 | Летние Паралимпийские игры 2016 | Рио-де-Жанейро   | до 100 кг       | 5     |
| 2018 | Чемпионат мира                  | Одивелаш         | до 100 кг       | 3     |
| 2021 | Летние Паралимпийские игры 2020 | Токио            | до 100 кг       | 1     |
| 2022 | Чемпионат мира                  | Баку             | свыше 90 кг, J2 | 5     |
| 2023 | Чемпионат Европы                | Роттердам        | свыше 90 кг, J2 | 2     |
| 2024 | Летние Паралимпийские игры 2024 | Париж            | свыше 90 кг, J2 | 3     |